# Thomas Geelhaar

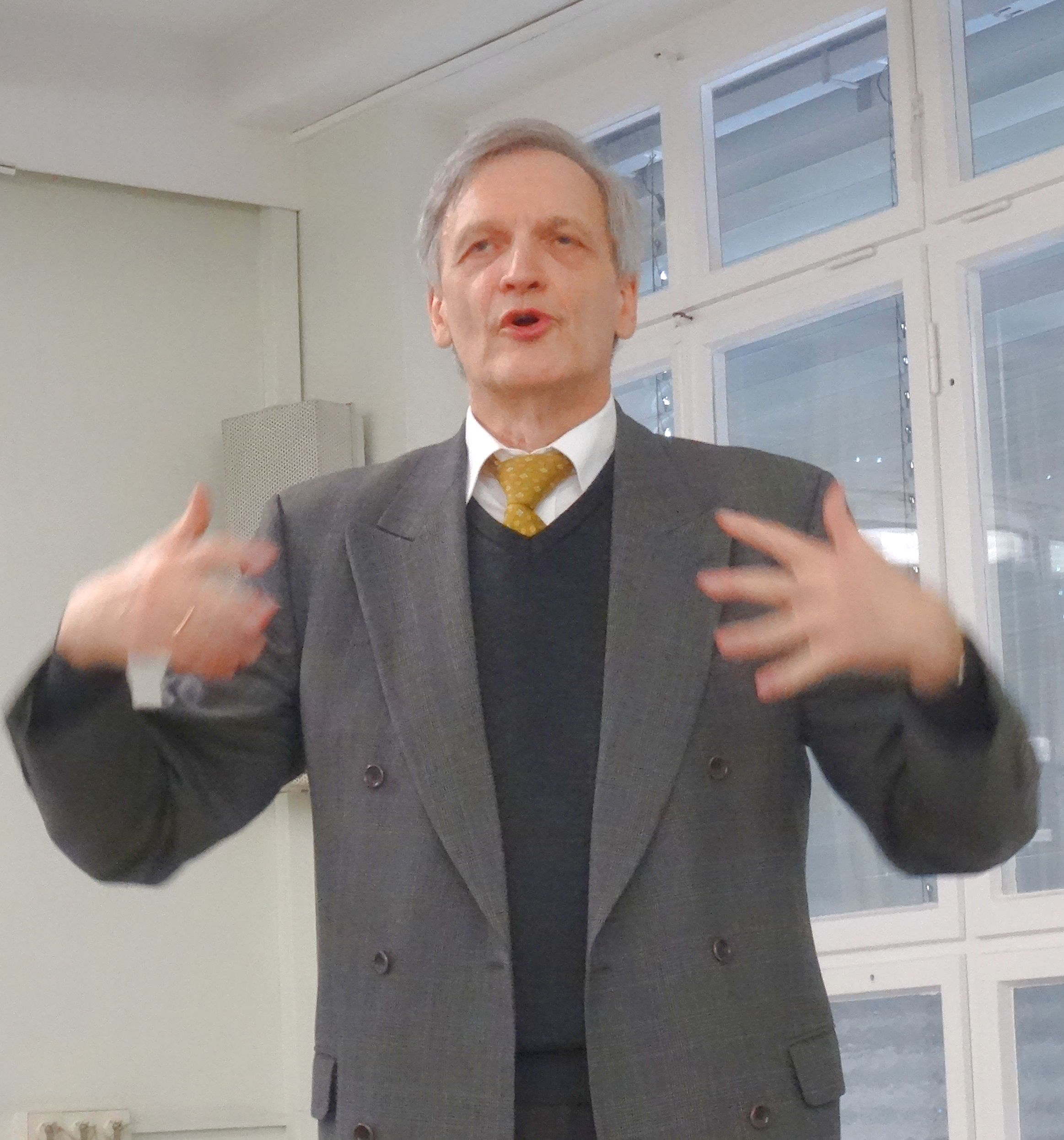
Thomas Geelhaar bei einem Vortrag am Institut Dr. Flad in Stuttgart 2015

Thomas Geelhaar (* 24. Juni 1957 in Mainz) ist ein deutscher Chemiker und Manager. Er war von  Januar 2014 bis Ende 2015 Präsident der Gesellschaft Deutscher Chemiker, zuvor war er Schatzmeister der GDCh.

## Leben
Geelhaar studierte von 1975 bis 1981 Chemie an der Universität Mainz und promovierte 1983 in Physikalischer Chemie. 1984 trat er als Laborleiter für Flüssigkristall-Forschung in die Firma Merck (Darmstadt) ein. Anschließend hatte er verschiedene Positionen in der Sparte Flüssigkristalle bei Merck inne, so als "Forschungsleiter, Vertriebsleiter und Spartenleiter in Japan". Außerdem leitete er die Merck OLED Materials GmbH.
Geelhaar war Senior Vice President und Chief Technology Officer Chemicals bei Merck.
2007 und erneut 2011 wurde er in den Vorstand der Gesellschaft Deutscher Chemiker gewählt, jeweils für Amtsperioden von 2008 bis 2011 und von 2012 bis 2015, seit 2010 war er Schatzmeister der GDCh.
Geelhaar ist verheiratet.

## Veröffentlichungen (Auswahl)
- Thomas Geelhaar, Klaus Griesar, Bernd Reckmann: 125 Jahre Flüssigkristalle – die wissenschaftliche Revolution im Wohnzimmer, in: Angewandte Chemie 6. Juni 2013, doi:10.1002/ange.201301457.